# Era Espuga
Era Espuga (francès Lespugue) és un municipi del departament francès de l'Alta Garona, a la regió d'Occitània.